# Amann Girrbach
Die Amann Girrbach AG ist ein österreichisches Unternehmen der Dentalbranche, das Produkte und Produktsysteme für Zahnärzte und Zahntechniker herstellt und in über 90 Ländern vertreibt. Der Hauptsitz des Unternehmens befindet sich in Mäder (Österreich), wo die Produkte entwickelt und gefertigt werden. Komplettlösungen in der digitalen Dentalprothetik, welche den dentalen Workflow durch Hardware und Software unterstützen, sind der wichtigste Produktbereich. Dazu zählen vor allem Fräsmaschinen, Softwarelösungen und Materialien zur Herstellung von Zahnersatz.

## Geschichte
1973 entwickelte der Firmengründer Dietmar Amann ein Fräsgerät und einen Artikulator. Im Jahr 2004 entstand Amann Girrbach durch den Zusammenschluss zweier Familienbetriebe: Amann Dental GmbH und Girrbach Dental GmbH, letztere 1936 in Pforzheim, Deutschland gegründet. Das Unternehmen expandierte in der Folge international und eröffnete 2006 eine Niederlassung in Tampa.
2007 startet Amann Girrbach mit der Produktion von Zirkonoxidrohlingen. Das Rohmaterial wird vom japanischen Hersteller Tosoh bezogen.
2010 stieg der Investor TA Associates ein. Bis 2016 verdoppelte sich der Umsatz auf etwa 100 Millionen Euro. 2018 erwarb die Investmentgesellschaft Capvis Equity Partners AG für 375 Millionen Euro die Mehrheit am Unternehmen.
Die Produktionsstandorte befanden sich bis 31. März 2024 in Koblach und Rankweil in Österreich, ehe die neue Firmenzentrale in Mäder bezogen wurde. Vertriebsniederlassungen existieren in Pforzheim, Charlotte (USA), Singapur, Curitiba (Brasilien) und Beijing.
Mit 14. August 2023 übernahm Jürgen Kiesel die Position des CEO von Vorgänger Wolfgang Reim, der weiterhin Mitglied im Aufsichtsrat von Amann Girrbach sein wird.

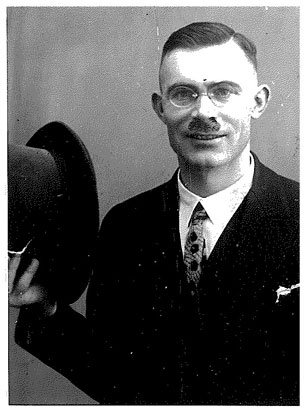
Herbert Girrbach, Gründer von der Girrbach Dental GmbH (anno 1936)

## Auszeichnungen
2013 erreichte Amann Girrbach bei Austria’s Leading Companies in der Kategorie „Big Player“ den 2. Platz im Bundesland Vorarlberg.